# Gran Segretariato

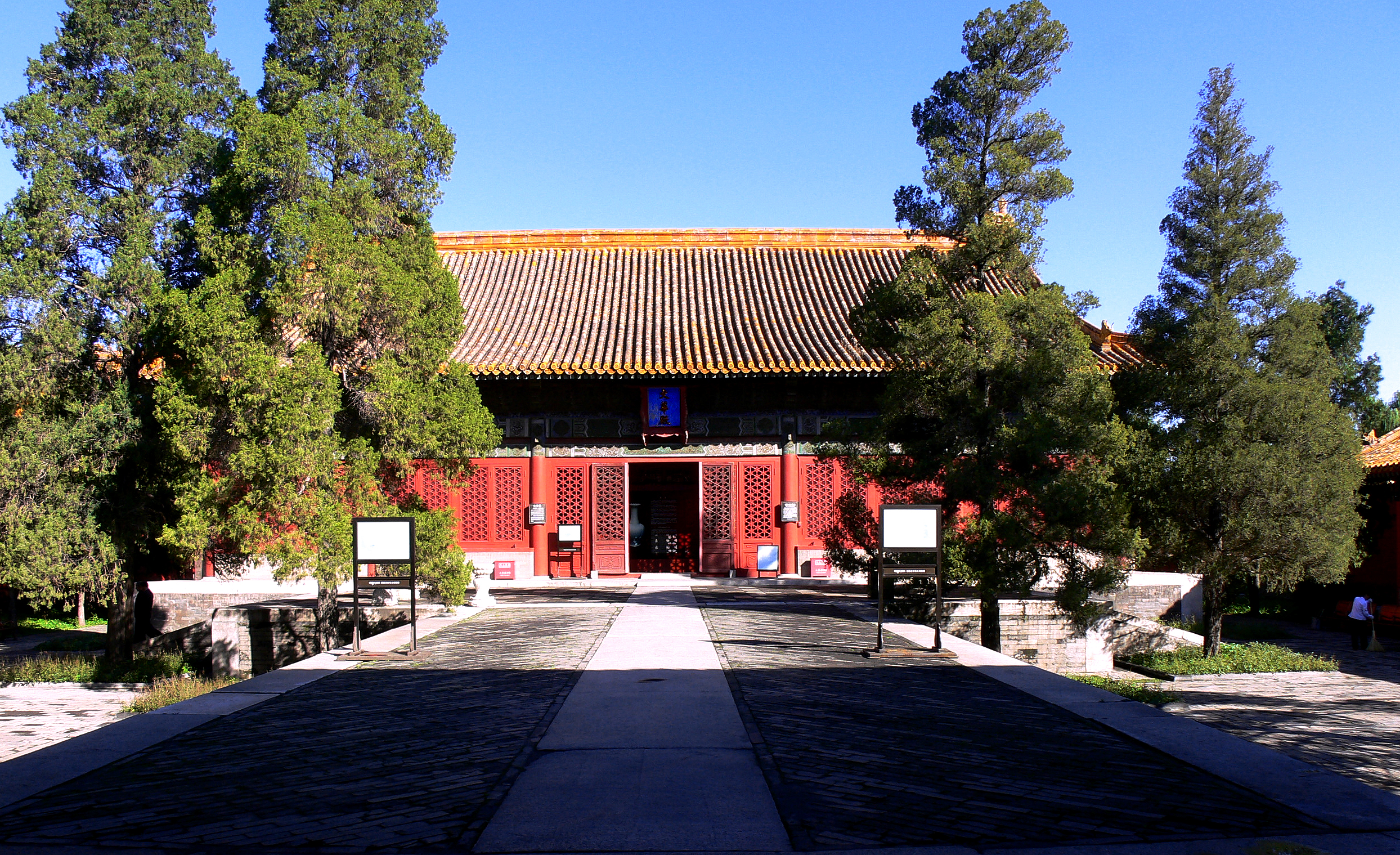
La "Sala della Gloria Letteraria" nella Città Proibita, sede del Gran Segretariato.

Il Gran Segretariato (內閣T, NèigéP) era un'istituzione consultiva per l'imperatore e di coordinamento del governo nell'Impero cinese della dinastia Ming che arrivò a controllare interamente il governo imperiale. Prese forma per la prima volta dopo che l'imperatore Hongwu avviò la modifica dell'apparato burocratico legato al tradizionale sistema dei c.d. "Tre dipartimenti e sei ministeri" abolendo la Cancelleria nel 1380 ed incentrando le funzioni di controllo/coordinamento sul Segretariato. Vi erano in tutto sei gran segretari (內閣大學士), anche se le posizioni non erano sempre coperte. Quello più anziano era chiamato popolarmente gran segretario anziano (首輔; shǒufǔ). I gran segretari erano nominalmente funzionari di medio livello, di rango molto inferiore ai ministri, a capo dei Ministeri. Tuttavia, poiché esaminavano i documenti presentati all'imperatore da tutto gli organismi governativi e avevano il potere di redigere i rescritti suggeriti all'imperatore, noti generalmente come piàonǐ (票擬) o tiáozhǐ (條旨), alcuni gran segretari anziani riuscirono a dominare l'intero governo agendo come cancellieri de facto.
La sede del Gran Segretariato era ubicata nella "Sala della Gloria Letteraria" (文渊 阁) nel Cortile Esterno della Città Proibita.

## Storia
Nel 1380, l'imperatore Hongwu decise di abolire l'ufficio del Gran Cancelliere e mettere fine al tradizionale sistema burocratico imperiale dei Tre dipartimenti e sei ministeri che sottoponeva i ministeri imperiali ad un Segretariato diretto da due cancellieri a capo di tutto l'apparato governativo imperiale, distinti tra quello "di sinistra" (anziano) e quello "di destra" (giovane). Hongwu temeva che questo accentramento di potere avrebbe potuto mettere a rischio la sua autorità sovrana. Nel medesimo anno, il cancelliere Hu Weiyong fu giustiziato con l'accusa di tradimento e a seguito di ciò l'imperatore sciolse anche il Segretariato, avocando direttamente alla figura dell'imperatore il controllo sui sei ministeri.
Tuttavia, le difficoltà di gestione dell'impero richiedevano un'istanza consultiva di governo come era stato il Segretariato. Nel 1382, Hongwu elevò numerosi membri dell'Accademia Hanlin al rango di "Gran segretari" (內閣大學士T) per svolgere le funzioni governative imperiali, ognuno addetto a una delle sei branche del governo. In una data imprecisata del governo dell'imperatore Yongle, i gran segretari si riunirono in un Gran Segretariato.
Sotto il regno dell'imperatore Xuande, il potere del Gran Segretariato venne notevolmente espanso: i rapporti dei ministri passavano ora per il Segretariato prima di raggiungere l'imperatore, ed era il Consiglio stesso ad analizzarli e a redigere la risposta da inviare. All'imperatore giungevano sia il rapporto sia la risposta, che il Segretariato aveva però già trattato. Attraverso questo processo noto come  piaoyi, il Gran Segretariato divenne di fatto la più alta istituzione di decisione politica al di sopra dei Sei Ministeri, e i gran segretari più influenti guadagnarono un potere paragonabile a quello dei precedenti cancellieri.
Il Gran Segretariato aveva anche il compito di raccogliere ed ordinare, alla morte di ogni imperatore, l'insieme dei documenti relativi al suo regno che sarebbero confluiti nei "Veritieri Registri" della dinastia, il c.d. "Ming Shilu".

## Rango dei gran segretari
Durante la dinastia Ming i funzionari statali erano classificati in nove livelli, ciascuno suddiviso in due gradi, che andavano dal livello 1a in cima al livello 9b in fondo. Ad esempio, le posizioni statali di alto rango non funzionariali dei c.d. "Tre Ministri Ducali" avevano rango 1a, come anche l'ufficio di cancelliere. In base a questo sistema, i gran segretari, avendo meramente un rango 5a, erano nominalmente al di sotto dei vari ministri (il cui rango salì da 3a a 2a dopo l'abolizione del cancelliere).
Tuttavia, il potere del Gran Segretariato si ingrandì ulteriormente, al punto che alcuni gran segretari ricoprirono anche posizioni di alto rango, come quelle di ministri o vice ministri in uno dei Nove Ministeri, oppure si appropriarono dell'incarico di uno dei Tre Ministri Duchi, divenendo talvolta pure gran precettori (il Gran Precettore era il capo dei Tre Ministri Duchi e aveva un'influenza significativa presso l'imperatore). Con il tempo, durante la dinastia Ming la legge confermò la precedenza dei gran segretari rispetto ad ogni altro ufficiale politico imperiale, in virtù del loro status tra i Tre Consiglieri di Stato, o delle loro nomine come funzionari di alto rango nella gerarchia amministrativa.
A seguito dell'ascesa della dinastia Qing, il Gran Segretariato perse gradualmente potere e venne sostituito dal Consiglio dei Principi e degli Alti Ufficiali.